# Saint-Magne
Saint-Magne è un comune francese di 1 006 abitanti, situato nel dipartimento della Gironda, nella regione della Nuova Aquitania.

## Società

### Evoluzione demografica
Abitanti censiti